# T자형 분자기하

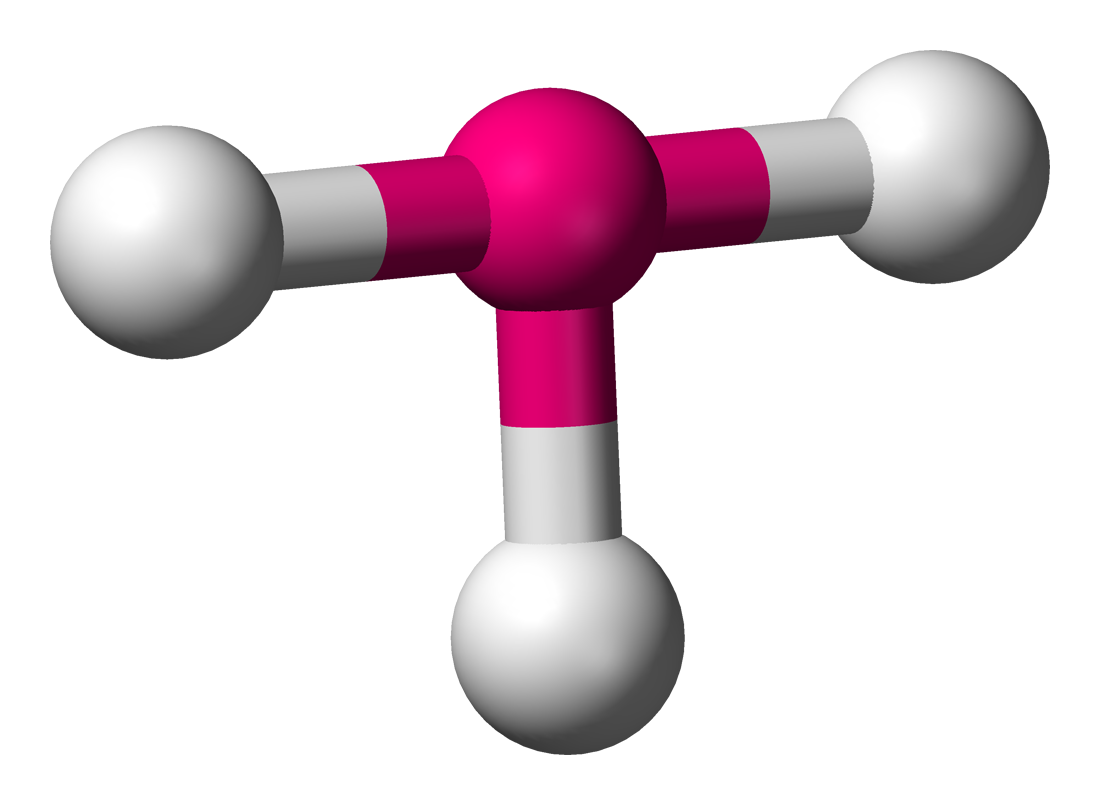
T자형 배위 기하배치를 갖는 화합물의 이상적인 구조.

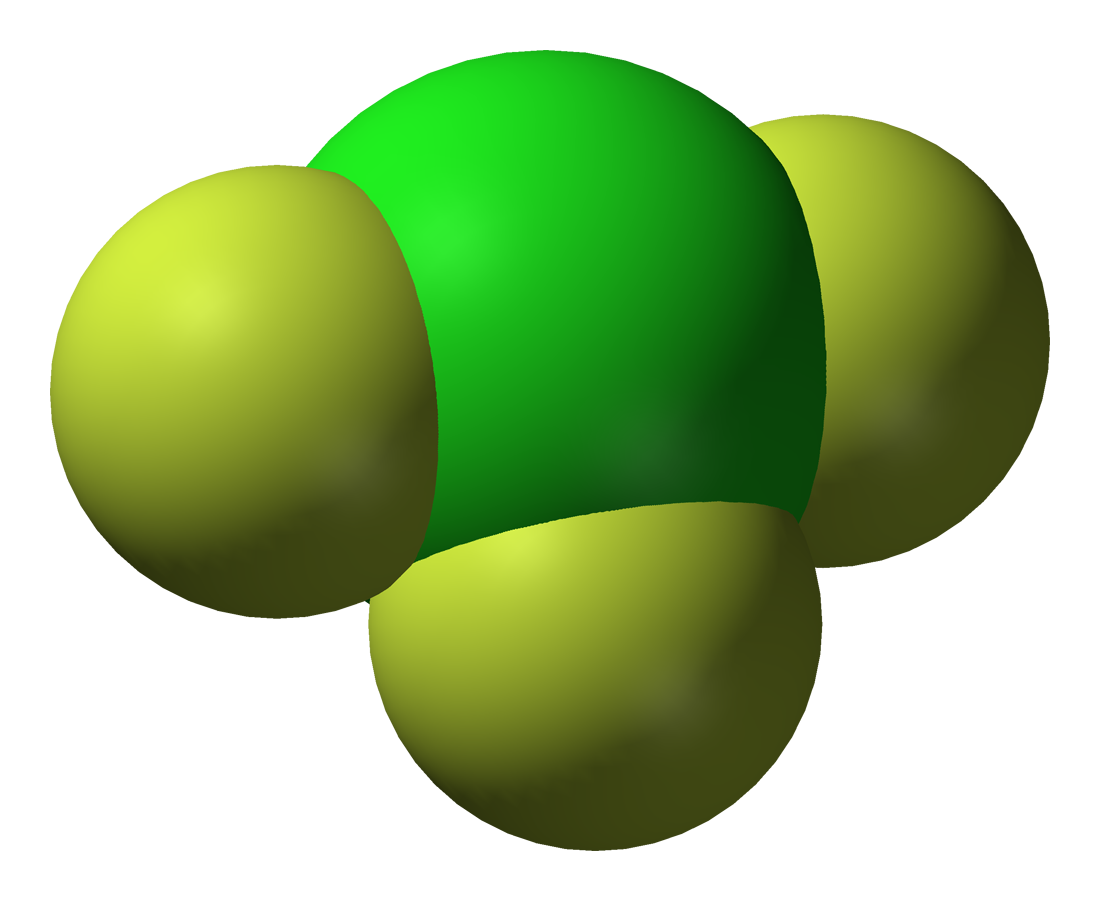
삼불화염소의 구조. T자형 배위 기하배치를 갖는 분자의 예.

화학에서 T자형 분자기하(영어: T-shaped molecular geometry)란, 중심원자가 3개의 리간드를 갖는 다소 독특한 분자구조이다.  일반적으로, 삼배위 화합물은 그 배위자의 입체반발에 따라 평면삼각형 또는 삼각뿔형 분자구조를 이룬다. T자형 분자의 예로는 삼불화염소(ClF3)와 같은 삼불화 할로젠을 들 수 있다.
VSEPR 이론에 따르면, T자형 분자구조는 중심원자에 3개의 배위자와 두 쌍의 비공유전자쌍이 결합했을 때, 즉 AXE 표기로는 AX3E2로 나타나는 경우에 생긴다. T자형 분자구조는 3개의 적도방향 배위자와 2개의 축방향 배위자를 갖는 AX5형 분자의 삼각쌍뿔형 분자구조와 연관된다. AX3E2형 분자는, 2개의 비공유전자쌍이 두 적도방향을 차지하며, 3개의 배위자 원자가 2개의 축방향과 하나의 적도방향을 차지한다. 3개의 원자는 90° 각도로 중심원자의 한 쪽에 결합하고, 이에 따라 T자형이 나타나게 된다.
트리플루오로제논(II)음이온(XeF3-)는, VSEPR 이론에 따라 팔면체형으로 배치된 6개의 전자쌍(3개의 비공유전자쌍과 3개의 배위자)가 mer형으로 배치되어 있는 AX3E3형 분자로 예상되며, 이 분자구조를 가질 수 있는 첫 번째 예로 알려져 왔다. 이 음이온은 기체상에서 감지되고 있는 것으로, 용액 속에서의 합성 시도 혹은 실험적인 구조결정은 성공 사례가 없다. 계산화학적 기법을 이용한 연구에 따르면, 3개의 F-Xe-F 결합각 중에서 가장 작은 것이 T자형 분자구조에서의 90°가 아니라 69°로 동일하게 일그러진 평면Y자형 분자구조를 이룬다는 것이 시사되었다.

## 같이 보기
- VSEPR 이론
- 분자구조